# DICAP
Discoteca del Cantar Popular (DICAP) ett skivbolag som grundades 1968 och som släppte många av Víctor Jaras album, däribland Quilapayún. Skivbolaget censurerades av den fascistiska diktaturen.